# العلاقات البوليفية الكونغوية
العلاقات البوليفية الكونغولية هي العلاقات الثنائية التي تجمع بين بوليفيا وجمهورية الكونغو.

## مقارنة بين البلدين
هذه مقارنة عامة ومرجعية للدولتين:
| وجه المقارنة                                              | بوليفيا                                          | [[تصنيف:صفحات تستخدم رمز علم غير موجود\|]] جمهورية الكونغو |
| --------------------------------------------------------- | ------------------------------------------------ | ---------------------------------------------------------- |
| المساحة (كم2)                                             | 1.10 مليون                                       | 342.00 ألف                                                 |
| عدد السكان (نسمة)                                         | 11.05 مليون                                      | 5.26 مليون                                                 |
| الكثافة السكانية (ن./كم²)                                 | 10.05                                            | 15.38                                                      |
| العاصمة                                                   | سوكري، لاباز                                     | برازافيل                                                   |
| اللغة الرسمية                                             | اللغة الإسبانية، اللغة الأيمرية، كتشوا، غوارانية | لغة فرنسية                                                 |
| العملة                                                    | بوليفاريو بوليفي                                 | فرنك وسط أفريقي                                            |
| الناتج المحلي الإجمالي (بليون دولار)                      | 37.51 مليار                                      | 8.72 مليار                                                 |
| الناتج المحلي الإجمالي (تعادل القوة الشرائية) بليون دولار | 74.58 مليار                                      | 29.48 مليار                                                |
| الناتج المحلي الإجمالي الاسمي للفرد دولار أمريكي          | 3.08 ألف                                         | 1.85 ألف                                                   |
| الناتج المحلي الإجمالي للفرد دولار أمريكي                 | 6.63 ألف                                         |                                                            |
| مؤشر التنمية البشرية                                      | 0.662                                            | 0.591                                                      |
| رمز المكالمات الدولي                                      | +591                                             | +242                                                       |
| رمز الإنترنت                                              | .bo                                              | .cg                                                        |
| المنطقة الزمنية                                           | 00                                               | ت ع م+01:00                                                |

## منظمات دولية مشتركة
يشترك البلدان في عضوية مجموعة من المنظمات الدولية، منها:
| علم المنظمة | اسم المنظمة                        | تاريخ انضمام بوليفيا | تاريخ انضمام جمهورية الكونغو |
| ----------- | ---------------------------------- | -------------------- | ---------------------------- |
|             | مؤسسة التنمية الدولية              | 21 يونيو 1961        | 8 نوفمبر 1963                |
|             | منظمة حظر الأسلحة الكيميائية       | ?                    | ?                            |
|             | منظمة التجارة العالمية             | 12 سبتمبر 1995       | ?                            |
|             | الأمم المتحدة                      | 14 نوفمبر 1945       | 20 سبتمبر 1960               |
|             | وكالة ضمان الاستثمار متعدد الأطراف | 3 أكتوبر 1991        | 16 أكتوبر 1991               |
|             | منظمة الشرطة الجنائية الدولية      | ?                    | ?                            |
|             | مؤسسة التمويل الدولية              | 20 يوليو 1956        | 1 أكتوبر 1980                |
|             | البنك الدولي للإنشاء والتعمير      | 27 ديسمبر 1945       | 10 يوليو 1963                |
|             | يونسكو                             | 13 نوفمبر 1946       | 24 أكتوبر 1960               |

## وصلات خارجية
- موقع وزارة الخارجية البوليفية